# Ruth Ogbeifo
Ruth Ogbeifo, née le 18 avril 1972, est une haltérophile nigériane. 

## Carrière
Ruth Ogbeifo remporte une médaille d'or aux Jeux africains de 1999 à Johannesbourg et une médaille de bronze aux Championnats du monde d'haltérophilie 1999 à Athènes.
Elle participe aux Jeux olympiques de 2000 à Sydney et remporte la médaille d'argent dans la catégorie des moins de 75 kg,.